# Funaria rhizophylla
Funaria rhizophylla là một loài Rêu trong họ Funariaceae. Loài này được (Sakurai) Sakurai mô tả khoa học đầu tiên năm 1954.